# Parlement van Roemenië
Het parlement van Roemenië bestaat uit twee kamers:
- De Kamer van Afgevaardigden (lagerhuis)
- De Senaat (hogerhuis)

Het tweekamerstelsel werd in 1990 opnieuw ingesteld, na de Roemeense Revolutie van december 1989, toen de communisten werden afgezet. Tijdens het communistische regime stond de wetgevende macht bekend als de Grote Nationale Assemblage.

## Parlementsgebouw
Het Roemeense parlement is gevestigd in het Parlementspaleis in hoofdstad Boekarest.